# Raymond Vieussens

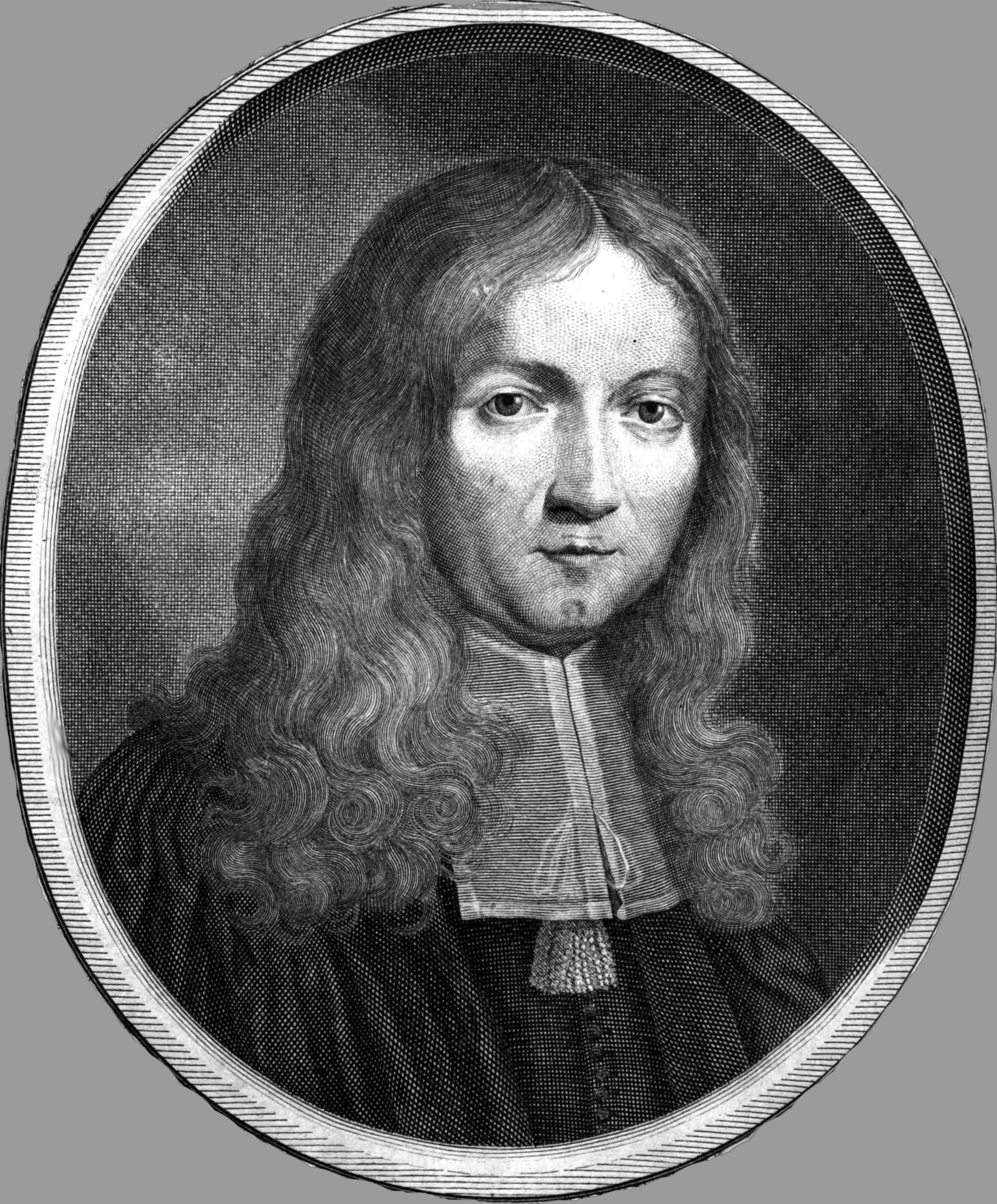
Raymond Vieussens, 1683

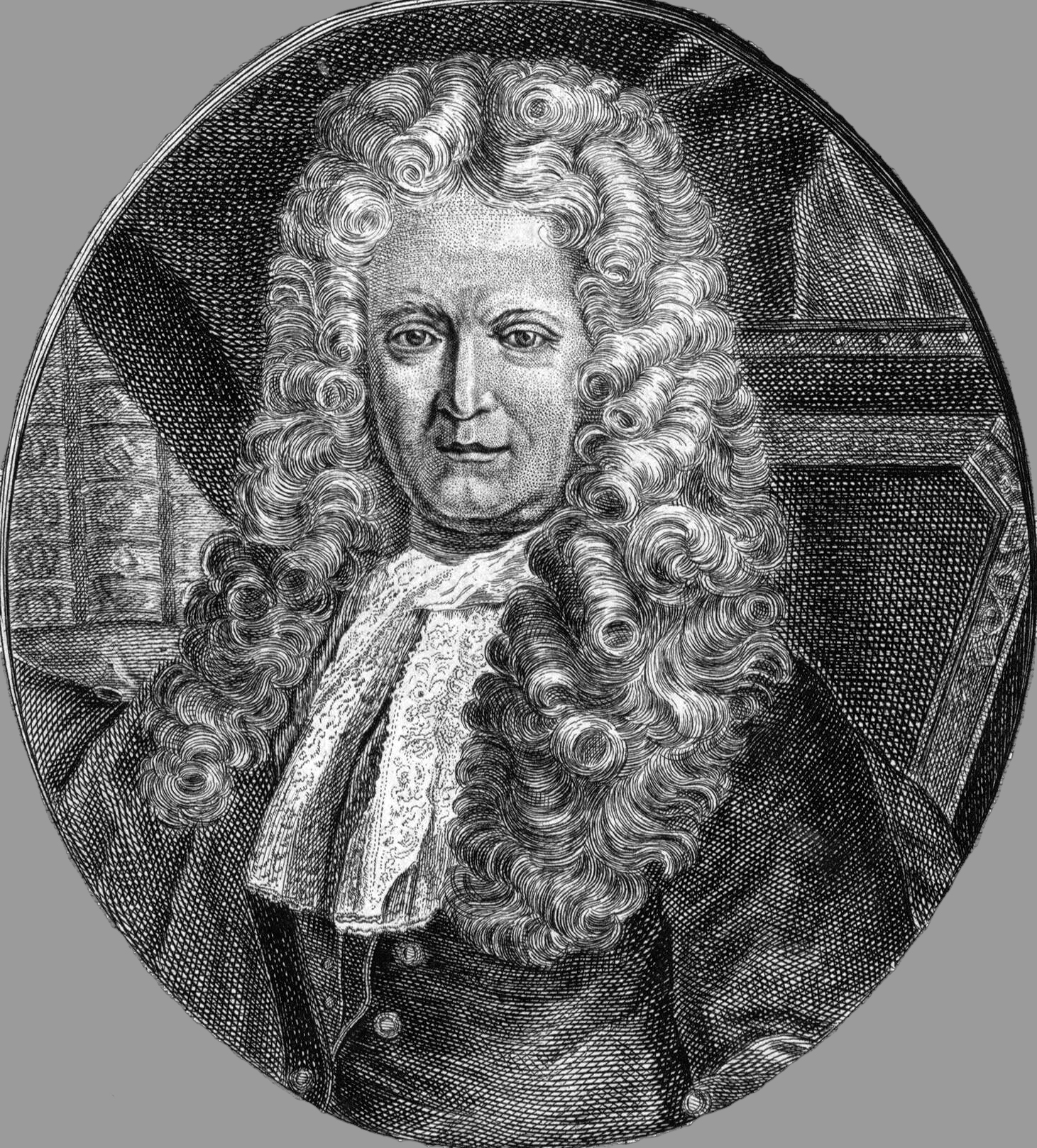
Raymond Vieussens, 1715

Raymond Vieussens (* 1641 in einem Dorf der Provinz Rouergue; † 16. August 1715 in Montpellier) war ein französischer Anatom.

## Leben und Wirken
Vieussens erhielt zunächst eine humanistische Ausbildung in einem Jesuitenkolleg in Rodez und studierte anschließend Medizin in Montpellier. Dort wurde er 1670 promoviert. Ab 1671 praktizierte und forschte er in Montpellier als Arzt am Hospital Saint-Eloi und führte dort in über zehn Jahren etwa 500 Sektionen aus. Seine Arbeitsschwerpunkte lagen im Bereich der Erforschung des Nervensystems und des Herz-Kreislauf-Systems, wobei er sich auf die Vorarbeiten des englischen Arztes Thomas Willis stützen konnte. 1684 veröffentlichte er sein Hauptwerk, die „Neurographia universalis“.
1685 nahm ihn die „Académie des Sciences“ auf. 
1688 wurde er zum Mitglied der Royal Society gewählt.
In Paris war er von 1690 bis 1693 Leibarzt der Herzogin von Montpensier. 
1693, nach dem Tod der Herzogin kehrte er nach Montpellier zurück und nahm seinen Platz als Arzt im Hospital Saint-Eloi wieder ein. Gleichzeitig nahm er seine Studien wieder auf und arbeitete zunächst über Fragen aus dem Bereich der Biochemie. Er versuchte, aus dem Blut ein „saures Salz“ zu isolieren, glaubte dabei erfolgreich zu sein, und berichtete in Montpellier öffentlich über seine Entdeckung. Unter den Zuhörern erhob sich Pierre Chirac und behauptete, schon vor Vieussens ein „saures Salz“ im Blut dargestellt zu haben. Daraus erwuchs ein Prioritätsstreit, der dem Ansehen beider Ärzte schadete. Im Jahr 1715 beschrieb Vieussens erstmals genau die Mitralklappenstenose und bildete sie ab.

## Schriften
- Neurographia universalis. Johann Certe, Lyon 1684 (Digitalisat) Georg Wilhelm Kühn, Frankfurt 1690 (Digitalisat). Darin beschrieb er als erster Oliven und Pyramiden des verlängerten Marks, entdeckte den Nucleus dentatus im Kleinhirn und verfolgte die Bahnen peripherer Nerven.
- Tractatus duo. Primus de remotis & proximis mixti principiis, in ordine ad corpus humanum, spectatis. Secundus, de natura, differentiis, conditionibus, & causis fermentationis, in quo praecipua, quae in ipsa fermentatione observantur phaenomena, explicantur. Lyon 1688[4]
- Epistola de sanguinis humani cum sale fixo, spiritum acidum suggerente, tum volatili, in certa proportione sanguinis phlegma, spiritum subrufum ac oleum foetidum ingrediente, nec non de bilis usu : ad Facultatem Medicam Lipsiensem perscripta, una cum huius respono. Joh. Ludwig Gleditsch, Leipzig 1698 (Digitalisat)
- Novum vasorum corporis humani systema. Paul Marret, Amsterdam 1705 (Digitalisat)
- Dissertatio anatomica de structura et usu uteri ac placentae muliebris. 1712.
- Traité nouveau de la structure de l'oreille. Jean Guillemette, Toulouse 1714 (Digitalisat)
- Traité nouveau des liqueurs du corps humain. Jean Guillemette, Toulouse 1715 (Digitalisat Band II)
- Traité nouveau de la structure et des causes du mouvement naturel du coeur. Jean Guillemette, Toulouse 1715 (Digitalisat). Darin erklärte er zum ersten Mal die klinischen Zeichen der Mitralklappenstenose. Er kannte den bei Aortenklappeninsuffizienz typischen Puls.